# منحنی فراوانی رتبه‌ای
منحنی فراوانی رتبه‌ای (به انگلیسی: Rank abundance curve) یا نمودار ویتاکر (Whittaker plot)، نموداری است که بوم‌شناسان برای نمایش فراوانی نسبی گونه‌ها، یک جزء از تنوع زیستی، استفاده می‌کنند. همچنین می‌توان از آن برای تجسم غنای گونه‌ای و یکنواختی گونه‌ای استفاده کرد. کاستی‌های شاخص‌های تنوع زیستی را برطرف می‌کند که نمی‌تواند نقش نسبی متغیرهای مختلف را در محاسبه آنها نشان دهد.